# Synagoge (Mackenheim)

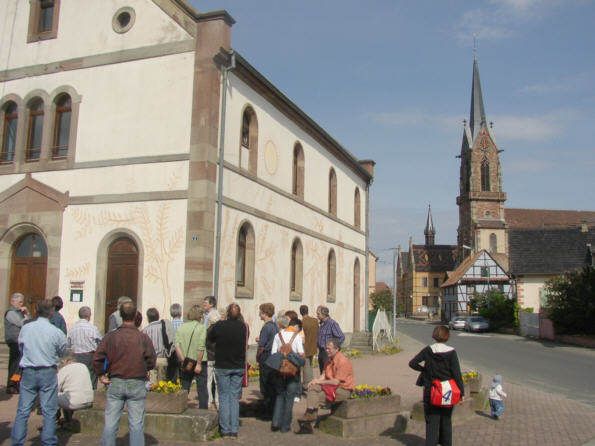
Die Synagoge und das Riedmünster in Mackenheim, 2006

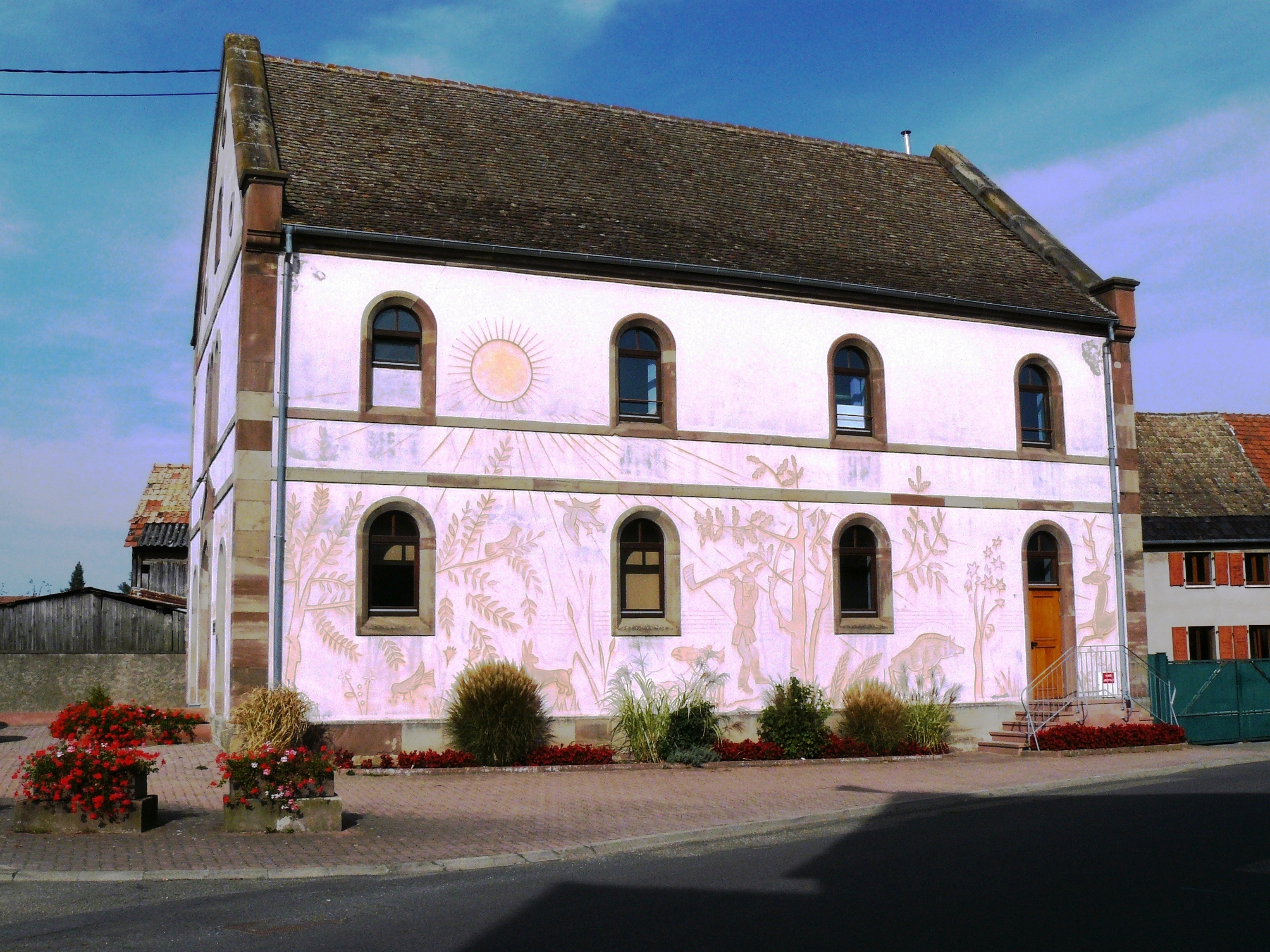
Ansicht der Synagoge, 2009

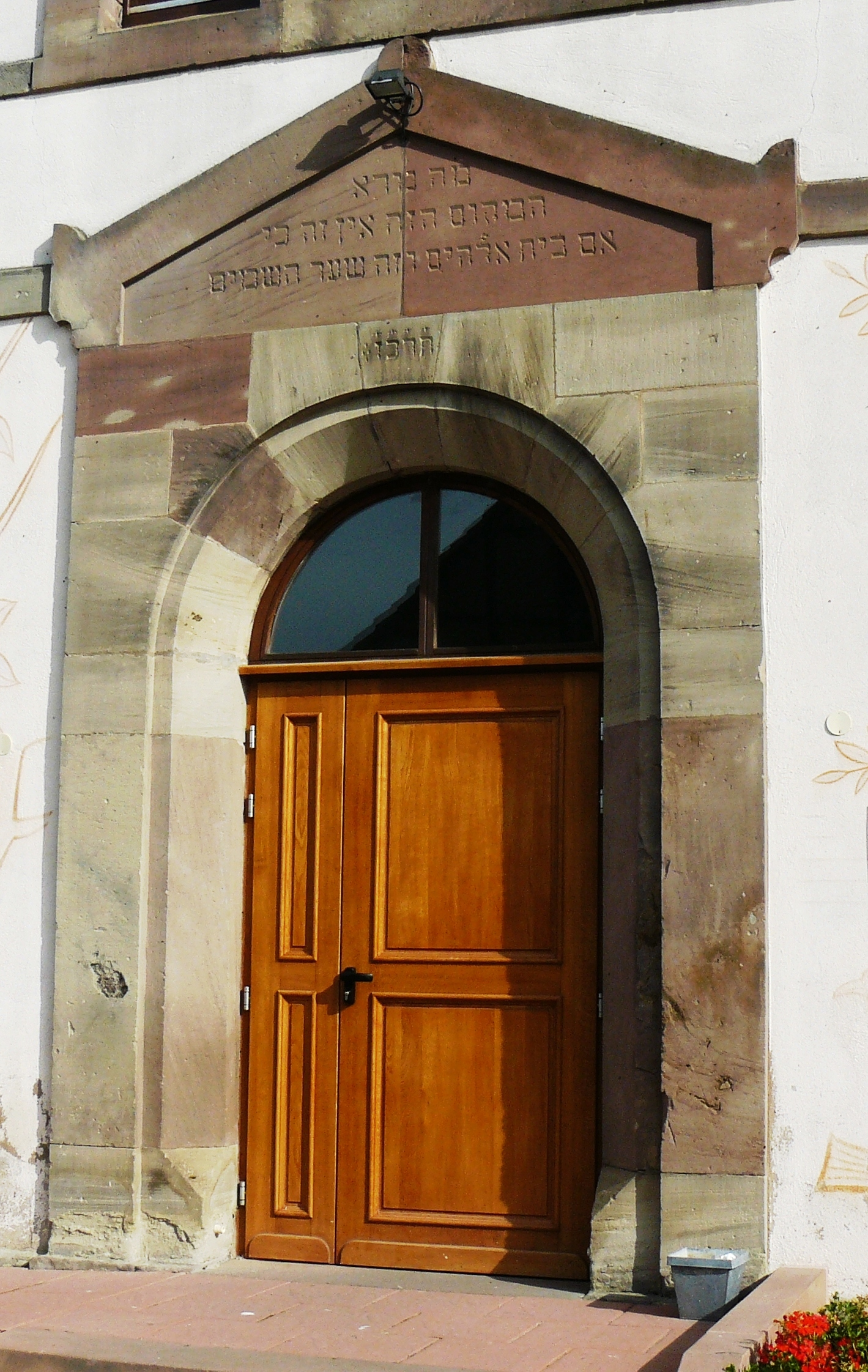
Portal der Synagoge mit Inschrift

Die Synagoge von Mackenheim, einer französischen Gemeinde im Département Bas-Rhin in der historischen Region Elsass, wurde 1866/67 erbaut. Das Gebäude befindet sich Rue de la Chapelle Nr. 2.

## Geschichte
Die jüdische Gemeinde Mackenheim besaß bereits eine Synagoge, die Anfang des 19. Jahrhunderts erbaut wurde. Die alte Synagoge war für die größer gewordene Gemeinde zu klein, weshalb 1866/67 eine neue erbaut wurde.
Das Gebäude wurde 1981 durch die Gemeinde Mackenheim erworben und im Erdgeschoss eine Öffentliche Bibliothek eingerichtet. Im oberen Stock, auf der Höhe der ehemaligen Frauenempore, befindet sich ein Kindergarten.

## Portal
Die noch sichtbare Portalinschrift aus 1. Buch Mose 28,17 lautet: Wie ehrfurchtgebietend ist dieser Ort. Hier ist nichts anderes denn Gottes Haus und hier ist die Pforte des Himmels.

## Geniza
In der 1981 gefundenen Geniza der ehemaligen Synagoge in Mackenheim wurden unter anderem gefunden: ein kleiner Gebetsmantel (Tallit), ein Schofar und ein Täschchen für die Tefillin.